# Санкт-Паули (квартал)
Санкт-Паули (нем. St. Pauli) — квартал немецкого города Гамбург, относящийся к центральному району Гамбург-Митте. Расположен на правом берегу реки Эльба. Согласно официальным данным на 2020 год, в Санкт-Паули проживает 21 902 человека.

## Исторический обзор
По данным историков, квартал появился в начале XVII века под названием «Гамбургер Берг» (Гамбургская гора). Этот топоним был связан с находившемся в квартале холмом, на котором с 1620 года располагалась артиллерия, предназначенная для обороны города от нападений. Тогда же в Санкт-Паули начали размещаться многие предприятия, которые не могли находиться в основной части Гамбурга в виду сильного шума или же неприятного запаха, создаваемого их деятельностью.
Своё нынешнее наименование квартал получил от ранее находившейся там церкви святого Павла. Самой известной улицей в квартале является Репербан, или «Канатная дорога». Название улицы восходит к её прошлому, когда на ней жили мастера по изготовлению верёвок.
В настоящее время Санкт-Паули также примечателен тем, что там располагается большое количество различных развлекательных заведений — от баров, театров и мюзик-холлов до самого известного в Германии квартала красных фонарей на улице Репербан, неофициально называемой «Греховной милей».
В января 2012 года британская газета «The Guardian» поставила Санкт-Паули на вторую позицию в рейтинге пяти лучших в мире мест для жизни.

## География
Санкт-Паули расположен на северном берегу реки Эльба, недалеко от порта Гамбурга. Он находится к югу от Эймсбюттеля, к западу от Гамбург-Нойштадта и к востоку от Альтоны. По данным статистического управления Гамбурга и Шлезвиг-Гольштейна, общая площадь квартала составляет 2,6 км².

## Транспорт
В Санкт-Паули имеются станции Гамбургской городской электрички. Также общественный транспорт представлен автобусами и паромами. Согласно статистике 2006 года, в квартале было зарегистрировано 5487 частных автомобилей.

## Демография
В 1999 году общее население Санкт-Паули составляло 27 612 человек, суммарное количество домохозяйств было оценено в более чем 17 000. Помимо прочего, по результатам переписи 1999 года, иммигранты составляли 27,9 % населения района, дети в возрасте до 18 лет — 11,9 %, а люди от 65 лет и старше — 9,3 %. Кроме того, в Санкт-Паули, как и в Гамбурге в целом, весьма развита китайская диаспора, что привело к возникновению Чайна-тауна в квартале.

## Образование
На территории Санкт-Паули расположен Институт тропической медицины имени Бернхарда Нохта.

## Фестивали и мероприятия
Ежегодно в мае в Санкт-Паули проводится концерт рок-музыки на открытом воздухе, а также байкерский фестиваль «Harley Days». Помимо этого, в районе часто проводятся самые различные ярмарки.

## Санкт-Паули в культуре
Квартал упомянут во многих произведениях искусства и культуры, в частности, в песне «St Pauli» инди-рок группы Art Brut. Также в Санкт-Паули долгое время жил известный певец и актёр Ханс Альберс, посвятивший району свою песню «Auf der Reeperbahn Nachts um Halb Eins» («На Репербане в полпервого ночи»), которая является неофициальным гимном квартала. Шведские музыканты из группы Sällskapet создали песню «Nordlicht», которая рассказывает об одном из расположенных в Санкт-Паули баров.
Кроме того, на старте своей карьеры в Санкт-Паули проживали участники группы The Beatles, в честь которых в районе была открыта площадь Битлз-Плац.

## Спорт
Санкт-Паули более всего известен своей одноимённой футбольной командой, созданной в 1910 году. Несмотря на то, что коллектив не имеет особых достижений, он пользуется весьма сильной поддержкой со стороны своих фанатов. Домашней ареной «Санкт-Паули» является «Миллернтор».